# 63068 Moraes
63068 Moraes este un asteroid din centura principală de asteroizi.

## Descriere
63068 Moraes este un asteroid din centura principală de asteroizi. A fost descoperit pe 23 noiembrie 2000 la Shishikui de Hiroshi Maeno. Asteroidul prezintă o orbită caracterizată de o semiaxă mare de 3,13 ua, o excentricitate de 0,29 și o înclinație de 28,0° în raport cu ecliptica.